# 武藤さや香
武藤 さや香（むとう さやか、1982年12月18日 - ）は、埼玉県出身の元バスケットボール選手である。ポジションはセンター。

## 人物
新座総合技術高校から玉川大学を経て、2005年、アイシン・エィ・ダブリュに入社。
1年目よりシックスウーメンとしてWリーグ昇格に貢献。3年目からは先発に定着。2011年引退。

## 経歴
- 新座総合技術高校 - 玉川大学 - アイシン・エィ・ダブリュ（2005年〜2011年）